# Carles Arbat Serarols
Carles Arbat Serarols (Bescanó,1 de març de 1973) és un il·lustrador i autor de literatura infantil i juvenil.
Es va graduar en disseny gràfic a l'Escola d'Art d'Olot i puntualment participa a diverses exposicions d'art. També ha il·lustrat material escolar i diversos números de les revistes Cavall Fort i El Tatano, etc. L'autor actualment té la seva residència a Barcelona, però se sent molt unit al seu municipi natal, motiu pel qual elabora periòdicament el cartell dels Pastorets i dels Reis del poble de Bescanó. Carles Arbat és un gran admirador de Salvador Dalí, Vincent van Gogh i Fernando Botero.
L'autor ha il·lustrat més d'una seixantena d'obres, algunes de les quals també n'és l'autor, com El somni de Dalí, En Coragre i les puces, Lletraferit, etc. Ha il·lustrat llibres d'autors tan importants com Emili Texidor i ha donat color a adaptacions de La Celestina, El lazarillo de Tormes, etc. L'autor normalment treballa el dibuix i la tinta a mà i després dona color a les il·lustracions utilitzant l'ordinador.
Ha estat guardonat amb diversos premis com per exemple el premi Lazarillo d'il·lustració (2012) o el premi Llibreter, obtingut l'any 2005 amb el llibre Volem que tornin les vaques boges!.